# Kokoro Connect
Kokoro Connect (ココロコネクト, Kokoro Konekuto, lit., "Hearts Connect") é uma série japonesa de light novels escrita por Sadanatsu Anda, com ilustrações de Shiromizakana. A série inclui onze volumes publicados pela Enterbrain entre janeiro de 2010 e março de 2013. Duas adaptações para mangá foram publicadas pela Enterbrain e Kadokawa Shoten. Um adaptação para anime de 13 episódios dirigida por Shin'ya Kawatsura, escrita por Fumihiko Shimo e produzida por Silver Link foi transmitida no Japão entre julho e setembro de 2012. Quatro episódios adicionais foram ao ar em 30 de dezembro de 2012.

## Enredo
A história envolve principalmente cinco alunos do ensino médio — Taichi, Iori, Himeko, Yoshifumi e Yui — que são os únicos membros do Clube de Pesquisa Cultural de Estudantes da escola que frequentam. Todos eles enfrentam vários fenômenos sobrenaturais que alteram os sentidos em suas vidas diárias, todos aparentemente causados por uma entidade enigmática que se refere a si mesma como 'Heartseed', que pretende usar o fenômeno para testar os personagens em busca de um objetivo desconhecido. À medida que os cinco passam por esses fenômenos, a força de seus vínculos é testada.

## Mídia

### Light novels
Kokoro Connect começou como uma série de light novels escrita por Sadanatsu Anda, com ilustrações de Yukiko Horiguchi sob o pseudônimo de Shiromizakana. Anda entrou no primeiro romance da série, originalmente intitulado Hito Tsunagari Te, Doko e Yuku (ヒトツナガリテ、ドコへユク) no 11.º Enterbrain Entertainment Awards em 2009 e a novel ganhou o Prêmio Especial. O primeiro volume, renomeado como Kokoro Connect Hito Random, foi publicado em 30 de janeiro de 2010 sob a marca Famitsu Bunko da Enterbrain. A série principal terminou com o décimo lançamento da light novel em 30 de março de 2013, e uma coleção de histórias secundárias foi lançada em 30 de setembro de 2013. Durante seu painel na Anime Expo 2018, o J-Novel Club anunciou que licenciou o romance leve.

### Mangá
Uma adaptação de mangá ilustrada por Cuteg foi serializada na revista online de mangá Famitsu Comic Clear da Enterbrain entre 22 de outubro de 2010 e 23 de agosto de 2013. A Enterbrain publicou cinco volumes tankōbon entre 14 de maio de 2011 e 14 de setembro de 2013. A Seven Seas Entertainment começou a lançar a série na América do Norte em agosto de 2014. Um segundo mangá baseado na adaptação do anime, ilustrado por Na! e intitulado Kokoro Connect On Air, foi serializado entre as edições de agosto de 2012 e abril de 2013 da revista Nyantype, da Kadokawa Shoten. Um único volume foi lançado em 30 de março de 2013. A Enterbrain publicou dois volumes de uma antologia intitulada Magi-Cu 4-koma Kokoro Connect em 25 de julho e 25 de setembro de 2012.

### Dramas radiofônicos
Enterbrain divulgou um CD de drama intitulado Kokoro Connect Natsu to Mizugi to Bōfūu (ココロコネクト 夏と水着と暴風雨, Heart Connect Summer, Swimsuits, and a Storm) em 16 de fevereiro de 2011. Um drama intitulado Kokoro Connect Haru to Date to Imōto Gokko (ココロコネクト　春とデートと妹ごっこ, Heart Connect Spring, a Date, and Playing a Little Sister) foi lançado em 6 de janeiro de 2012.

### Animes
Uma adaptação para anime foi dirigida por Shin'ya Kawatsura e produzida por Silver Link. O roteiro do anime é escrito por Fumihiko Shimo, os design dos personagens foram feitos por Toshifumi Akai e o diretor de som é Toshiki Kameyama. O elenco é o mesmo do CD de drama. Dos 17 episódios, os 13 primeiros foram ao ar no Japão entre 8 de julho e 30 de setembro de 2012 e também foram transmitidos pela Crunchyroll. Os quatro episódios restantes foram ao ar no AT-X em 30 de dezembro de 2012. O anime foi lançado em sete volumes de compilação de Blu-ray Disc (BD)/DVD entre 24 de outubro de 2012 e 24 de abril de 2013. A Sentai Filmworks licenciou a série na América do Norte e lançou os 13 primeiros episódios em BD/DVD em 22 de outubro de 2013, e os quatro restantes em 10 de dezembro de 2013. Hanabee licenciou a série na Austrália.
O anime tem sete músicas-tema: três temas de abertura e quatro temas finais. O primeiro tema de abertura é "Paradigm" (パラダイム, Paradaimu) de Eufonius e é usado nos dez primeiros episódios. Os episódios lançados no BD e no DVD substituem "Paradigm" por "Kimochi Signal" (キモチシグナル, Kimochi Shigunaru) por Sayuri Horishita. Começando com episódio 12, o tema de abertura é "Kimi Rhythm" (キミリズム, Kimi Rizumu)  por Masaki Imai. O primeiro tema de encerramento é "Kokoro no Kara" (ココロノカラ) de Team Nekokan feat. Junca Amaoto pelos cinco primeiros episódios. O segundo tema de encerramento é "Cry Out" do Team Nekokan feat. Atsuko do episódio seis ao dez. O terceiro tema de encerramento é "Salvage", do Team Nekokan feat. Rekka Katakiri para os episódios 11 a 13. O quarto tema de encerramento é "I Scream Chocolate" de Team Nekokan feat. Lia do episódio 14 ao 17. Uma música intitulada "Milkshake" (ミルクセーキ, Miruku Sēki), cantada por Sayuri Horishita, foi usada no episódio 17.

### Visual novel
Um visual novel desenvolvido por Banpresto e publicado pela Namco Bandai Games sob o título Kokoro Connect Yochi Random (ココロコネクト　ヨチランダム, Heart Connect Random Prediction) foi lançado no PlayStation Portable em 22 de novembro de 2012.